# Ferdinand Sarrien
Jean Marie Ferdinand Sarrien (pronunciación en francés: /fɛʁdinɑ̃ saʁjɛ̃/; (Bourbon-Lancy, 15 de octubre de 1840–París, 28 de noviembre de 1915) fue un político francés del período de la Tercera República. Lideró un gabinete que encontró el apoyo en los Bloc des gauches (ala izquierdista del parlamento), que en ese entonces tenían mayoría parlamentaria.

## Biografía
Ferdinand Sarrien nació el 15 de octubre de 1840 en Bourbon-Lancy. Tras haber estudiado derecho, rindió los exámenes para convertirse en abogado. Participó de la Guerra Franco-Prusiana, en la que fue un combatiente distinguido y condecorado.
Su primer cargo político lo ocupó como alcalde su localidad natal. Sin embargo, en 1873, fue desplazado del mismo por el monarquista Albert de Broglie.
En 1876, Sarrien, como candidato del distrito de Charolles, es elegido diputado de Saône-et-Loire. Para entonces comienza a aliarse con el  radicalismo. Se convierte en una de las figuras más importantes del partido. Es reelecto diputado en 1877, 1881, 1885, 1889, 1893, 1898, 1902, 1906. En mayo de 1877, se convierte en uno de los signatarios del manifiesti de los 363. A partir 1885, ingresa al gobierno haciéndose cargo del Interior y del Justicia. Se desempeña, asimismo, como Garde des Sceaux en medio del affaire Dreyfus.
Tras el breve mandato de Maurice Rouvier, que apenas dura un año, Armand Fallières lo nombra premier con la intención de poder unir las fuerzas radicales y las de centro derecha. Aunque logra enterrar los resquemores que habían causado en la sociedad el asunto Dreyfus, la represión del movimiento obrero y la posterior sanción de la ley de descanso semanal en el parlamento hizo que caiga rápidamente su gobierno.
Posteriormente fue senador en 1908.